# NCDMA06
NCDMA06 è una District Management Area della municipalità distrettuale di Namakwa
Il suo territorio  si estende su una superficie di 24.765 km²; la sua popolazione, in base al censimento del 2001, è di 1.471 abitanti.
Questo DMA è noto anche con il nome di Namaqualand ed è costituito da due aree non contigue.

## Area 1
L'area più vasta è sita a nord della municipalità distrettuale.

### Città principali
- Namaqualand

### Fiumi
- Bloubosleegte
- Botterslaagte
- Brak
- Jaagleegte
- Katkop
- Keelafsnyleegte
- Kirrie
- Koeries
- Nam se Laagte
- Saadkraal
- Sak

## Area 2
A sud della municipalità distrettuale è sita la seconda area del DMA.

### Fiumi
- Bloukraans
- Brakfonteinspruit
- Gannakuils
- Leeu
- Matjiesfontein
- Renoster
- Soutpans
- Wolf

### Dighe
- Twee Damme